# Mozambik címere

Mozambik címere

Mozambik címere egy fogaskerék-szegélyű sárga korong, amelyet cukornád- és kukoricaszál vesz körül. A sárga korongon az ország zöld színű térképét. azon egy nyitott fehér könyvet és egy fekete kapát és egy AK–47 gépkarabélyt helyeztek el. A háttérben a narancssárga Nap látható sugaraival. Az alsó részen kék és fehér hullámok a tengert jelképezik, míg a címer felső részén egy sárga szegélyű vörös csillagot helyeztek el. A címer alsó részén egy vörös szalagra írták fel az ország teljes nevét aranysárga betűkkel.